# Mount Blum
Mount Blum (oder Mount Bald) ist ein  7.685 ft (2.342 m) hoher Berg in den North Cascades im US-Bundesstaat Washington an der Westgrenze des North Cascades National Park. Er ist der höchste Gipfel in einer Kette östlich des Mount Shuksan und westlich der Picket Range. Zwei kleine aktive Gletscher befinden sich an seiner Nordflanke. Mount Blum wurde nach John Blum benannt, einem Feuerbeobachtungs-Piloten des United States Forest Service, der 1931 in dessen Nähe abstürzte.:82
Sechs kleine gletschergespeiste Karseen, die Blum Lakes, belegen hintereinander angeordnete Kessel an der Südostseite des Berges. Mehrere weitere Eisflächen sind quer über die Kessel und Becken am Mount Blum und den Nachbargipfeln verteilt. Der Blum Creek, ein nach dem Berg benannter Bach, entwässert die Nord- und Westseite des Mount Blum und fließt in den Baker River, welcher seinerseits in den Skagit River mündet. Das Baker Lake Reservoir, eines aus einer Reihe von Stauseen, die den unteren Baker River stauen, berührt den Mount Blum an seinem nordöstlichsten Ausläufer. Lonesome Creek und Scramble Creek entwässern die Täler östlich bzw. nördlich des Mount Blum. Steile Klippen und Hänge in den Tälern erzeugen einige extrem hohe Wasserfälle wie die 1.680 ft (512 m) hohen Blum Basin Falls.
Skifahren ist ein beliebter Sport an den Hängen des Mount Blum. Ungeachtet der Popularität des Sports ist der Mount Blum von wegloser Wildnis umgeben, außer an der Südseite, wo ein Grat ihn mit dem Mount Hagan verbindet.
Der Mount Blum ist aus extrem hartem Granit aufgebaut. Diese Intrusion ist in der ganzen Bergkette allgemein verbreitet; sie ist sehr viel fester als das lockere Gestein, das den Mount Shuksan und die Picket Range ausmacht.

## Nahegelegene Gipfel
- Mount Triumph – 7.264 ft (2.214 m) – 48° 42′ N, 121° 21′ W[6]
- Mount Despair (Damnation Peak) – 7.267 ft (2.215 m) – 48° 44′ N, 121° 23′ W[7]
- Mount Shuksan – 9.130 ft (2.783 m) – 48° 50′ N, 121° 36′ W[8]
- Mount Terror – 8.130 ft (2.478 m) – 48° 46′ N, 121° 18′ W[9]
- Mount Prophet – 7.657 ft (2.334 m) – 48° 51′ N, 121° 10′ W[10]